# Ruta D092 (Paraguay)
La Ruta Departamental 092, abreviado D092, es una carretera de Paraguay que une Fortín Madrejoncito (Ruta PY16) con Fortín Capitán Joel Estigarribia (Ruta PY12). Su extensión es de 454 kilómetros, y pasa por el departamento de Boquerón.
Esta carretera es casi en su totalidad de tierra, exceptuando el tramo entre La Patria y Mayor Infante Rivarola, que está asfaltado, debido a que es el principal paso fronterizo entre Paraguay y Bolivia.

## Localidades
Las localidades más importantes por donde pasa esta ruta son:
| Kilómetro | Localidad                                                              | Departamento | Empalme |
| --------- | ---------------------------------------------------------------------- | ------------ | ------- |
| 0         | Fortín Madrejoncito                                                    | Boquerón     | PY16    |
| 97        | Fortín Teniente Américo Picco                                          | Boquerón     | D024    |
| 198       | La Patria                                                              | Boquerón     | PY09    |
| 231       | Desvío a Misión Santa Rosa                                             | Boquerón     |         |
| 309       | Mayor Infante Rivarola (Frontera con Bolivia)                          | Boquerón     |         |
| 362       | General Francisco Brizuela (Ex Cruce Don Silvio) (Desvío a Pozo Hondo) | Boquerón     | PY15    |
| 391       | Desvío a Pedro P. Peña                                                 | Boquerón     |         |
| 435       | Desvío a Pelícano                                                      | Boquerón     |         |
| 438       | Fortín Teniente Pelayo Pratts Gill                                     | Boquerón     |         |
| 454       | Fortín Capitán Joel Estigarribia                                       | Boquerón     | PY12    |

## Largo
| Departamento | km  |  |  |
|              |     |  |  |
| Boquerón     | 454 |  |  |
| Total        | 454 |  |  |